# Brian Josephson
Brian David Josephson, född 4 januari 1940 i Cardiff, Wales, är en brittisk fysiker och nobelpristagare.

## Biografi
Josephson var fysiker i Cambridge och tilldelades halva prissumman av Nobelpriset i fysik 1973 med motiveringen
"för hans teoretiska förutsägelser av egenskaperna hos en supraström genom en tunnelbarriär, särskilt de fenomen vilka allmänt benämnas Josephson-effekterna".
Den andra halvan av prissumman delades av Leo Esaki och Ivar Giæver.
Josephson är gift med Carol Anne Olivier (1976) och paret har en dotter.